# Puente Gobernador Oroño
El Puente Gobernador Oroño, también conocido como Viaducto Oroño, es uno de los puentes carreteros que salvan la Laguna Setúbal, en la ciudad de Santa Fe, Argentina. Forma parte de la RN 168 que, a través del Túnel subfluvial Raúl Uranga – Carlos Sylvestre Begnis, conecta la Ciudad de Santa Fe con la Ciudad de Paraná.

## Historia

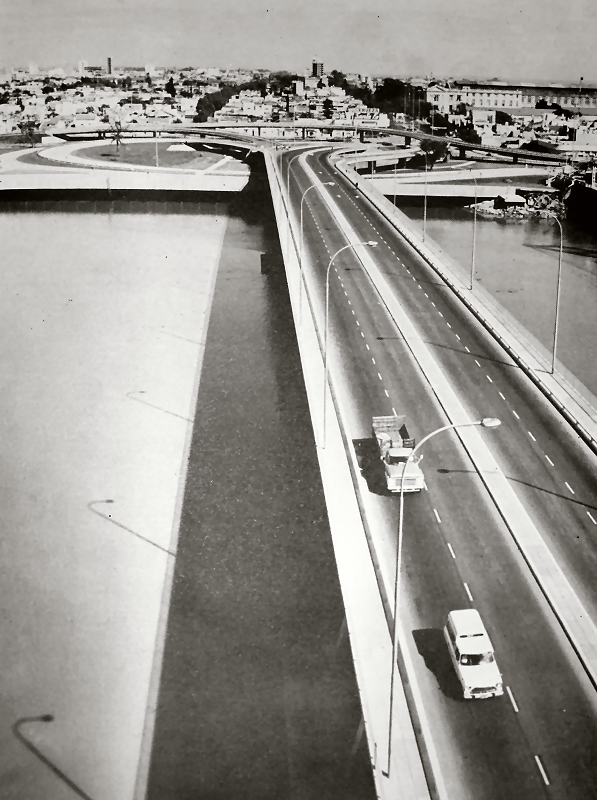
Puente Gobernador Oroño en 1971.

La construcción del puente comenzó en 1968 como medio para mejorar el tránsito entre ambas costas de la laguna Setúbal, hasta ese entonces sólo conectadas por el puente colgante Ing. Candioti.
La cabecera oeste del puente fue construida sobre el Parque Oroño del que sólo existe la Fuente de la Cordialidad, esculpida por Baldomero Banús, que fue reubicada en la cabecera este del puente.
En 1970, con el puente colgante con su capacidad reducida, el puente Oroño, a punto de ser concluido, fue habilitado precariamente al tránsito.
Fue inaugurado oficialmente el 30 de septiembre de 1971.

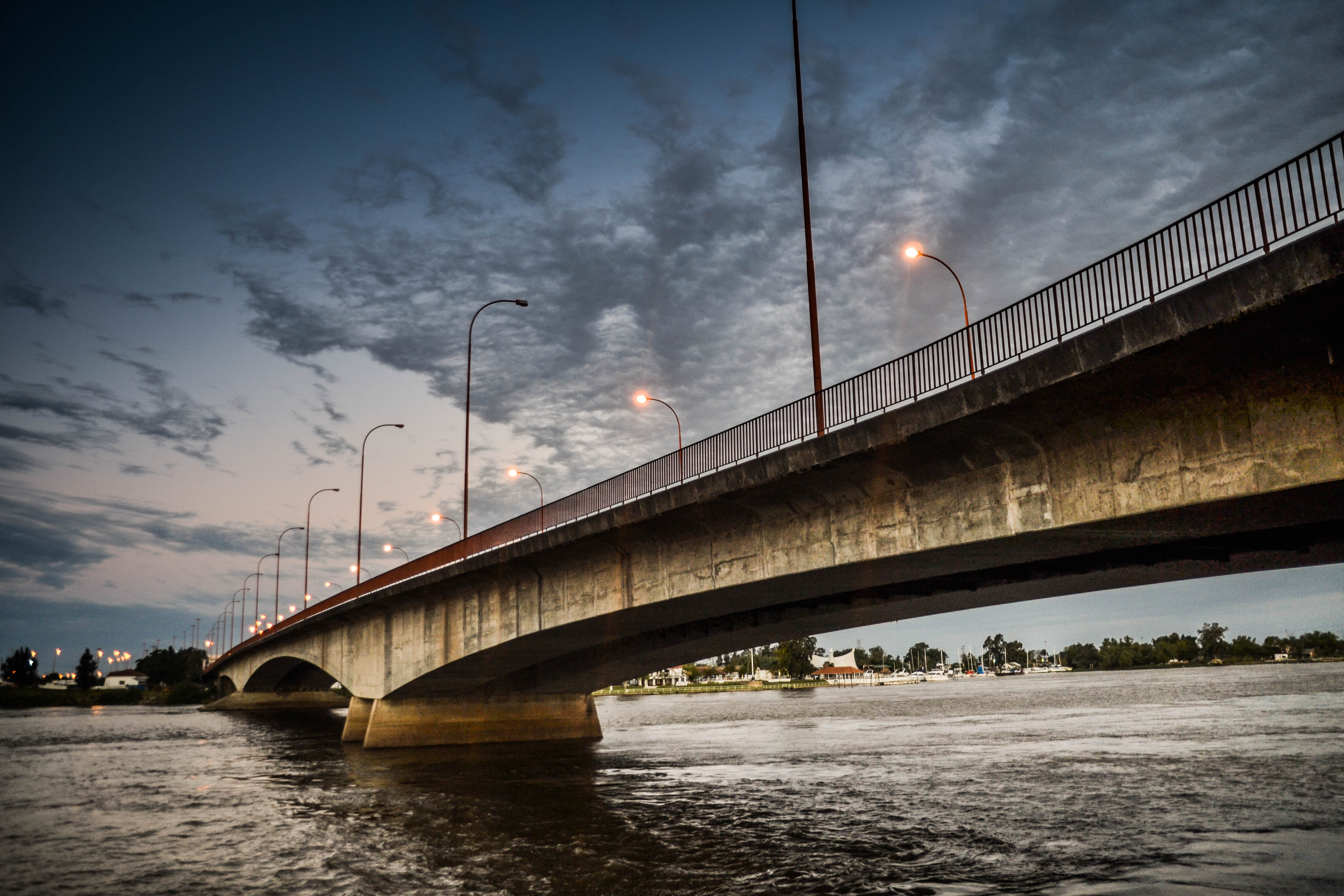
Foto actual del Puente Oroño